# Lohkirchen (Fraunberg)
Lohkirchen ist ein Ortsteil der Gemeinde Fraunberg, Landkreis Erding, Oberbayern.

## Lage
Das Kirchdorf liegt rund zwei Kilometer südwestlich von Fraunberg.

## Baudenkmäler

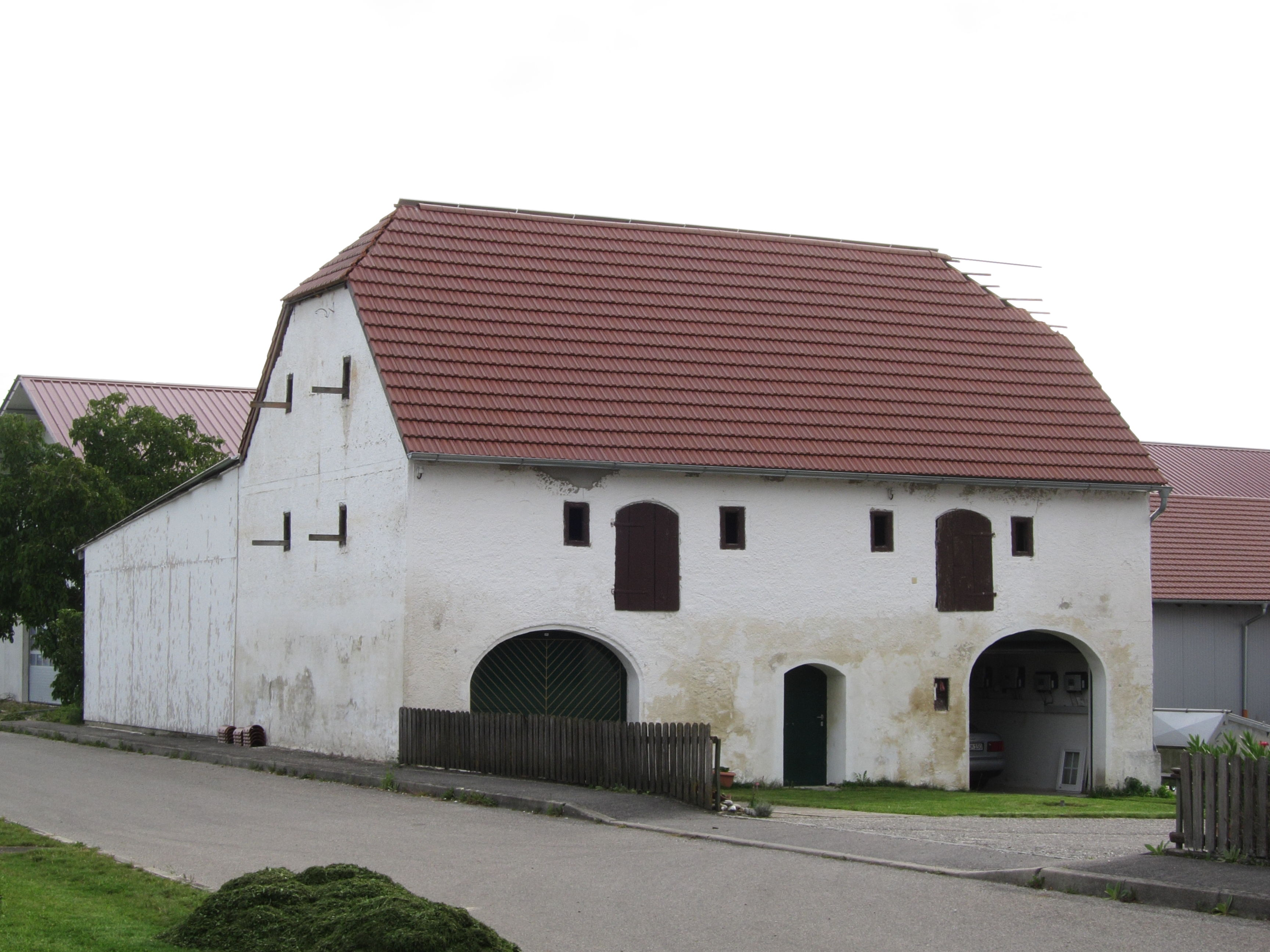
Remise eines Dreiseithofes

Am nördlichen Ortsrand steht die Filialkirche St. Martin, ein Saalbau im barocken Stil, 1726–29 von Anton Kogler erbaut.
Am südlichen Ortsrand findet sich eine die Remise eines Dreiseithofes aus dem zweiten Viertel des 19. Jahrhunderts, die am Ostgiebel mit Zierputz im Fischgrätmuster versehen ist.